# 7645 Pons
7645 Pons è un asteroide della fascia principale. Scoperto nel 1989, presenta un'orbita caratterizzata da un semiasse maggiore pari a 2,3723676 UA e da un'eccentricità di 0,1611098, inclinata di 0,39267° rispetto all'eclittica.